# المشاركة العربية في الألعاب الأولمبية الصيفية 1976
هذه القائمة مخصصة لتوثيق مشاركة الدول العربية في الألعاب الأولمبية الصيفية 1976، حيث لم تُشارك سوى السعودية والكويت ولبنان في هذه الدورة من الألعاب الأولمبية الصيفية التي أُقيمت في مونتريال.
في حين انسحبت مصر والمغرب وتونس بعدما كانت قد أرسلت وفودا في البداية، حيث شاركت في المقاطعة التي قامت بها 29 دولة لهذه النسحة من الأولمبياد، أغلبها إفريقية، وذلك عندما رفضت اللجنة الأولمبية الدولية حظر مشاركة نيوزيلندا، بعد أن قام فريق الرغبي الوطني النيوزيلندي بجولة في جنوب إفريقيا في وقت سابق من عام 1976، في تحدٍ لدعوات الأمم المتحدة لفرض حظر رياضي بسبب سياسات الفصل العنصري التي تنتهجها. 
وهي الدورة الوحيدة التي لم يُحقّق فيها العرب أي ميدالية.

## المشاركون
كان عدد الرياضيين العرب المشاركين في الألعاب الأولمبية لسنة 1976 كالاَتي:
- مصر (26)انسحب[›]
- تونس (27)انسحب[›]
- الكويت (15)
- السعودية (14)
- المغرب (9)انسحب[›]
- لبنان (3)

^ انسحب: تنافس رياضيو مصر والمغرب وتونس في الفترة من 18 إلى 20 يوليو، قبل انسحاب هذه الدول من الألعاب.